# Aprasia striolata
Aprasia striolata — вид геконоподібних ящірок родини лусконогових (Pygopodidae). Ендемік Австралії. 

## Поширення і екологія
Aprasia striolata мешкають на півдні Західної Австралії і Південної Австралії, а також на заході Вікторії. Вони живуть в чагарникових заростях, що ростуть на піщаних ґрунтах і суглинках. Живляться личинками і лялечками комах.